# 山陽小野田市立埴生小学校
山陽小野田市立埴生小学校（さんようおのだしりつ はぶしょうがっこう）は、山口県山陽小野田市埴生にある公立小学校。
山陽小野田市域の内、埴生・福田地区（いずれも大字）に居住する児童の通学先となる。

## 沿革
- 1873年（明治6年）10月 - 学制発令に伴い、中村地区の専光寺内に設置。
- 1887年（明治20年） - 糸根（いとね）小学校と改称。
- 1890年（明治23年） - 津布田（つぶた）・福田両校が糸根小学校の分教場となり，津布田分教場が津布田小学校となる。
- 1892年（明治25年） - 糸根尋常小学校と改称。
- 1893年（明治26年） - 糸根尋常高等小学校と改称。
- 1900年（明治33年） - 津布田・福田分教場がそれぞれ尋常小学校となる。
- 1908年（明治41年） - 津布田・福田尋常小学校が糸根尋常高等小学校の分教場となる。
- 1909年（明治42年） - 校舎を現在地に移転。
- 1941年（昭和16年） - 糸根国民学校と改称。
- 1947年（昭和22年）4月1日 - 厚狭郡生田村立埴生小学校と改称。津布田・福田分教場分校となる。
- 1947年（昭和22年）5月1日 - 埴生小学校PTA結成。
- 1948年（昭和23年）6月1日 - 生田村の町制施行・改称に伴い埴生町立埴生小学校となる。
- 1956年（昭和31年）9月30日 - 市町村合併により埴生町が山陽町となったことに伴い、山陽町立埴生小学校と改称。
- 1963年（昭和38年） - 現在の第一校舎が完成。
- 1968年（昭和43年） - 現在の第一校舎の東側が完成。
- 1970年（昭和45年） - 各教室にテレビ設置、現在のプールが完成。
- 1972年（昭和47年） - 第二校舎が完成。
- 1973年（昭和48年） - 第一校舎を防音のため改築。
- 1975年（昭和50年） - 津布田分校が独立校（山陽町立津布田小学校）となる。福田分校が廃校。
- 1977年（昭和52年） - 現在の体育館（屋内運動場、講堂と兼用）が完成。
- 1982年（昭和57年） - 第二校舎の東側を増築。
- 1992年（平成4年） - イメージソング「光る海」完成。
- 1994年（平成6年） - コンピュータ導入。フロッピーディスクを挿入することでプログラムを起動させる形式のものであった。
- 1999年（平成11年）9月24日 - 台風18号による高潮で埴生地区が壊滅的な被害を受けた（人的被害はなし）。この被害により体育館が避難先として使用され、2日後に予定されていた運動会の実施が危ぶまれていたが、地域住民の要望により予定より3週間後の10月17日に実施した。
- 2000年（平成12年）8月26日 - コンピュータ更新。OSがWindows 2000となり、インターネット接続に対応。インターネットは山陽町の有線放送の回線網を使用するXDSLであり、山陽町教育委員会が主体となり町内の小中学校が一斉に導入した[1]。
- 2005年（平成17年）3月22日 - 市町村合併で山陽小野田市となったことに伴い、山陽小野田市立埴生小学校と改称。
- 2020年（令和2年）4月 - 埴生小学校と埴生中学校が統合し、山陽小野田市立埴生小中一貫校となる。

## 校訓
かしこい子・やさしい子・つよい子（知・徳・体）

## 通学
大持（おおもつ）・福田地区の3年以上が自転車通学、同地区の1・2年は車送迎。その他の地域は徒歩通学が原則で、登校時は登校班が結成される。

### 自転車の利用
1・2・3年は児童の居住地区（町内会単位）、4・5・6年は埴生・津布田小学校区での利用が認められている。また、国道190号（国道2号旧道）では自転車を押して移動することとなっており、国道2号厚狭・埴生バイパスの高山トンネルの通行は禁止されている。

## 児童数
少子化の影響は埴生小学校にも現れている。1980年代後半には1学年3クラスあった（第二校舎の壁画に面影がみられる）が、1990年代中ごろには1学年2クラス（40-60人台）となる。1999年（平成11年）には1クラスの学年が出現するようになり、現在では1クラスの学年が多くなりつつある。このため、元来1学年3クラスで設計されていた校舎は空き教室が増加しており、現在では第一校舎は教室としては利用されなくなりつつある。短期的な児童数の増減は海上自衛隊小月航空基地の官舎のある西大木地区の動向に頼る面が大きく、1999年度に1クラスの学年が出現した原因も当地区の児童の転出が続出したことであった。

## 校内風景

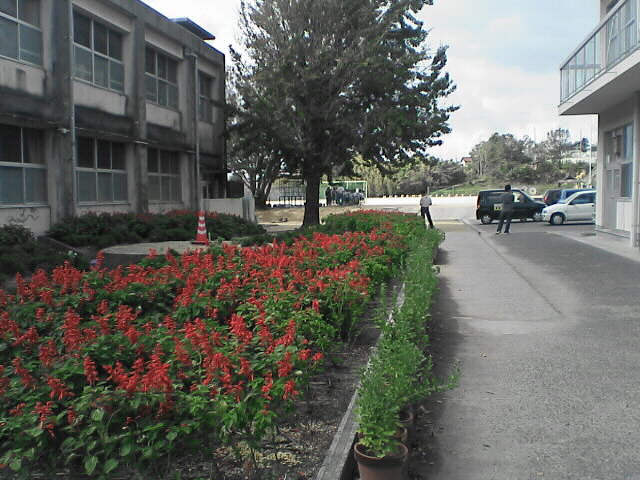
第一校舎と第二校舎の間にある中庭。
秋にはサルビアが咲く。奥に見えるのはイチョウの木。

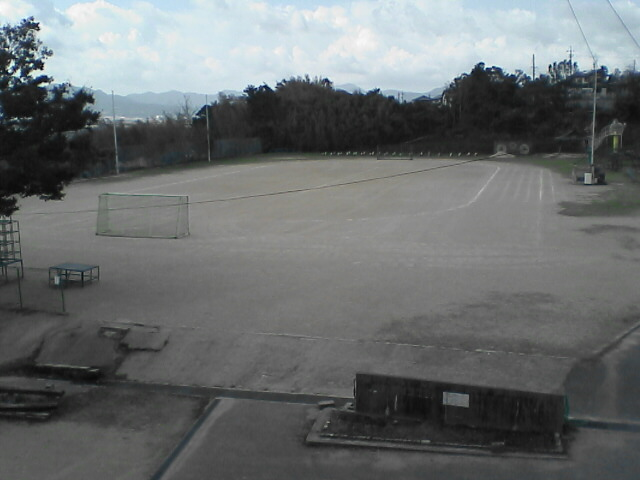
第二校舎からみた運動場

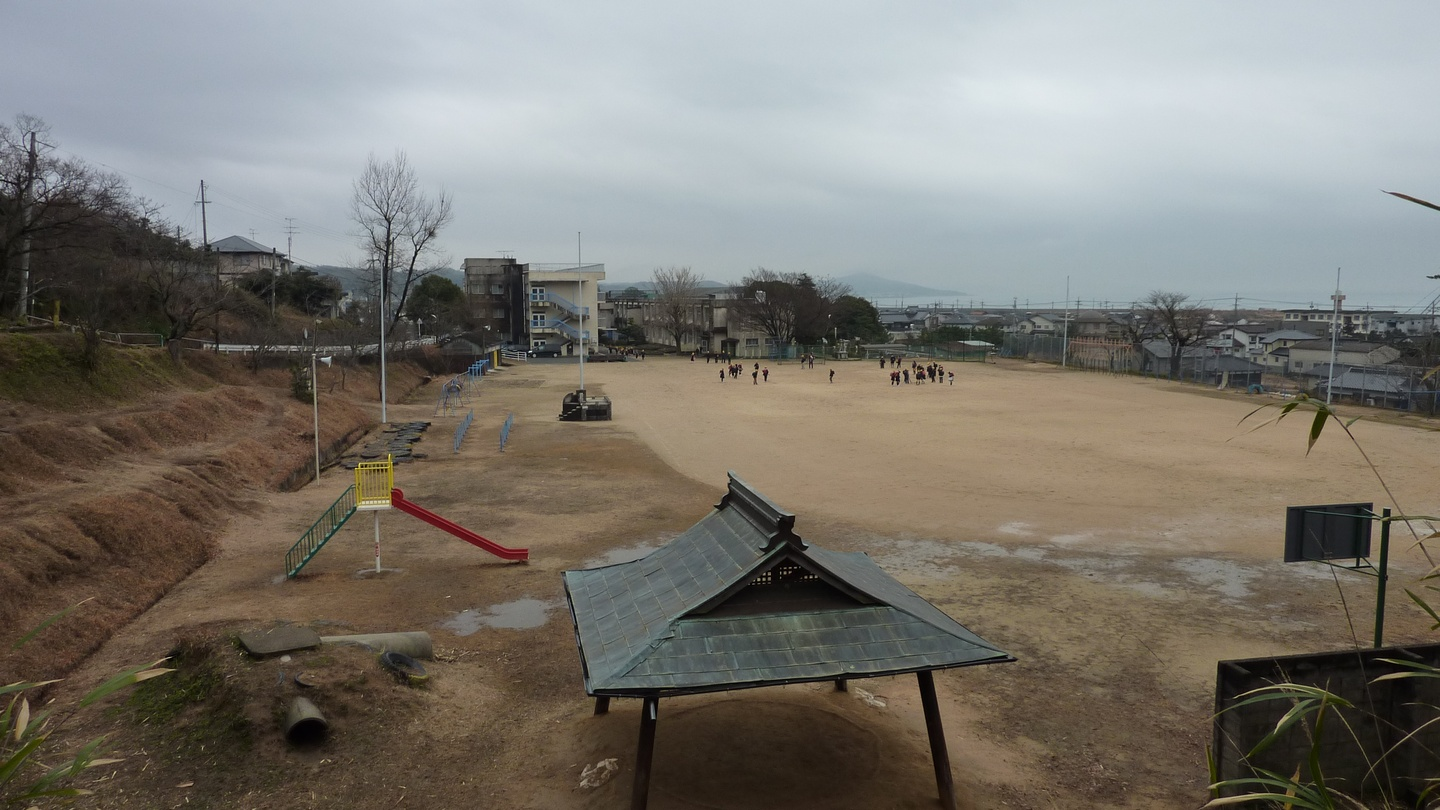
埴生小学校西側の公道上からみた運動場

埴生小学校は高山の南側の高台に位置し、校舎からは周防灘や関門海峡、九州を望むことができる。
正門は国道190号（国道2号旧道）から北上したところにあり、坂を登ったところで第一校舎が現れる。校舎は南から第一校舎（2階建て）・第二校舎（3階建て）が設置されており、上述のとおり第一校舎は特別教室、第二校舎が普通教室として使用されている。校舎の西側には運動場が広がり、第一校舎の南西にプールが、南東に体育館が設置されている。
上記のように自衛隊の航空基地が近いため、法に基づき校舎は防音工事を行っている。

## 学校行事
始業式・終業式・入学式・卒業式をはじめ、秋季大運動会（9月下旬）、社会科見学、修学旅行などがある。

## 学校周辺
- 山陽オートレース場 - 一日遠足はオートレース休場日に実施される。
- 王喜温泉・糸根温泉
- レッドキャベツ埴生店 - スーパーマーケット。2000年（平成12年）までは丸信埴生店。倒産に伴う閉鎖を経てレッドキャベツに引き継がれた。
- 埴生駅（山陽本線）
- 埴生インターチェンジ（山陽自動車道）
- 国道2号（厚狭・埴生バイパス）
- 国道190号
- 山口県道229号埴生停車場線
- 山口県道232号奥万倉山陽線

## 参考資料
- 埴生小学校の歴史（公式サイト内）